# Stargate Universe
Stargate Universe ist eine US-amerikanische Science-Fiction-Serie, die neben Stargate – Kommando SG-1 und Stargate Atlantis die dritte Fernsehserie ist, die auf dem Kinofilm Stargate von 1994 basiert. Die Serie wurde vom US-amerikanischen Sender Syfy in Auftrag gegeben und von MGM produziert. Die Produzenten sind Brad Wright und Robert C. Cooper.

## Inhalt
Eine Gruppe von Soldaten, Wissenschaftlern und Zivilisten, die von Dr. Nicholas Rush (Robert Carlyle) und Colonel Everett Young (Louis Ferreira) angeführt wird und auf einer Basis auf einem anderen Planeten stationiert ist, wird angegriffen und überrannt. Bei ihrer Flucht gelangen sie an Bord des fremden Raumschiffes „Destiny“. Dieses wurde vor sehr langer Zeit von einer außerirdischen, aber menschenähnlichen Rasse, den Antikern, gebaut. Die Destiny ist zurzeit ein unbemanntes Forschungsschiff, das immer noch einen alten einprogrammierten Auftrag erfüllt und auf einem festen Kurs den Weltraum erkundet. Die Menschen sitzen auf dem Raumschiff fest, denn die Flugroute lässt sich aufgrund der alten Programmierung nicht verändern. Ihre Reise führt in unerforschte Regionen des Weltraums, die außerhalb der aus den bisherigen Serien bekannten Galaxien liegen. Verlassen können sie das Raumschiff nur während der einprogrammierten Zwischenstopps. Sie können weder durch das Stargate noch mit dem Schiff selbst auf die Erde zurückkehren. Nur die Kommunikation mit der Erde ist über eine spezielle Antiker-Technologie möglich.
Die Serie endet nach vierzig Folgen mit dem Start der Destiny zu einem dreijährigen Flug in die nächste Galaxie. Hierzu begibt sich die gesamte Besatzung der Destiny, bis auf Eli, in Stasiskapseln, da die letzte Kapsel nicht funktionstüchtig ist und von Eli repariert werden könnte. Man sieht Eli in die Sterne sehen und die Serie endet mit einem Cliffhanger.

## Produktion

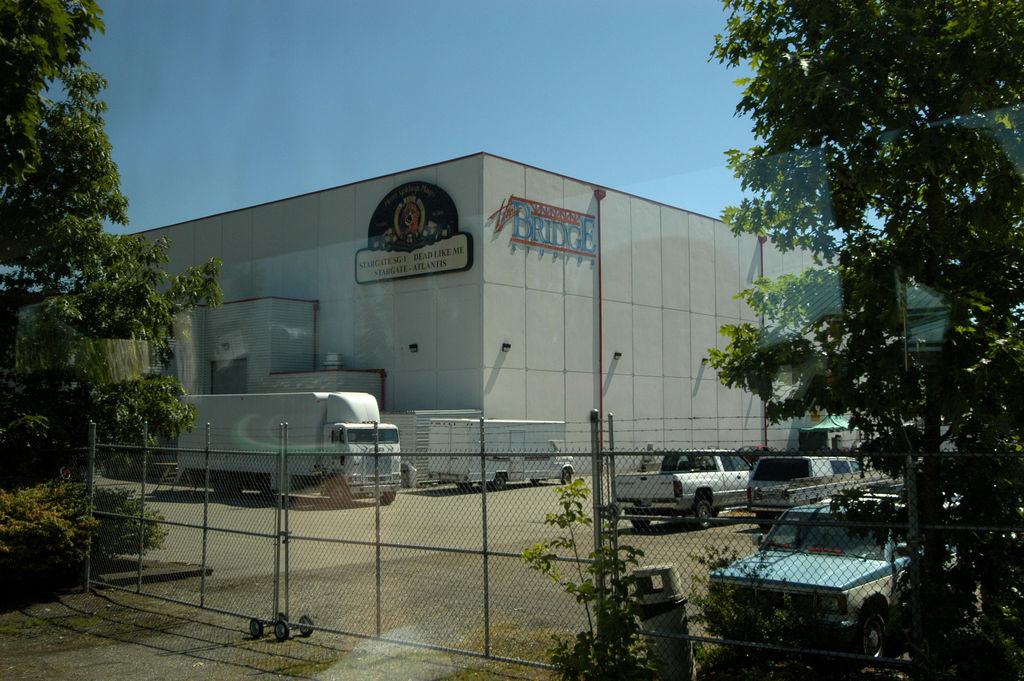
Die Bridge Studios in Vancouver, Kanada, in denen Stargate Universe gefilmt wurde.

Die Dreharbeiten starteten am 18. Februar 2009.
Die aus der Vorläufer-Serie Stargate – Kommando SG-1 bekannten Schauspieler Richard Dean Anderson, Michael Shanks, Amanda Tapping und Gary Jones sind als Gäste in den ersten Folgen von Stargate Universe zu sehen. O’Neill taucht auch in weiteren Folgen als Entscheidungsträger des Pentagon auf.
Außerdem tauchen aus der Schwester-Serie Stargate Atlantis die Personen David Hewlett und Robert Picardo in einer Folge als Gastdarsteller auf. Beide hatten bereits bei Stargate – Kommando SG-1 Gastauftritte.

### Absetzung der Serie
Aufgrund der schlechten Einschaltquoten setzte Syfy am 16. Dezember 2010 die Serie ab, die verbleibenden Episoden wurden im Frühjahr 2011 ausgestrahlt. Der Entschluss zur Absetzung erfolgte so kurzfristig, dass selbst die Schauspieler erst über Twitter und Facebook darüber Kenntnis erlangten, sie zeigten sich überrascht über die Entscheidung des Senders.

## Besetzung

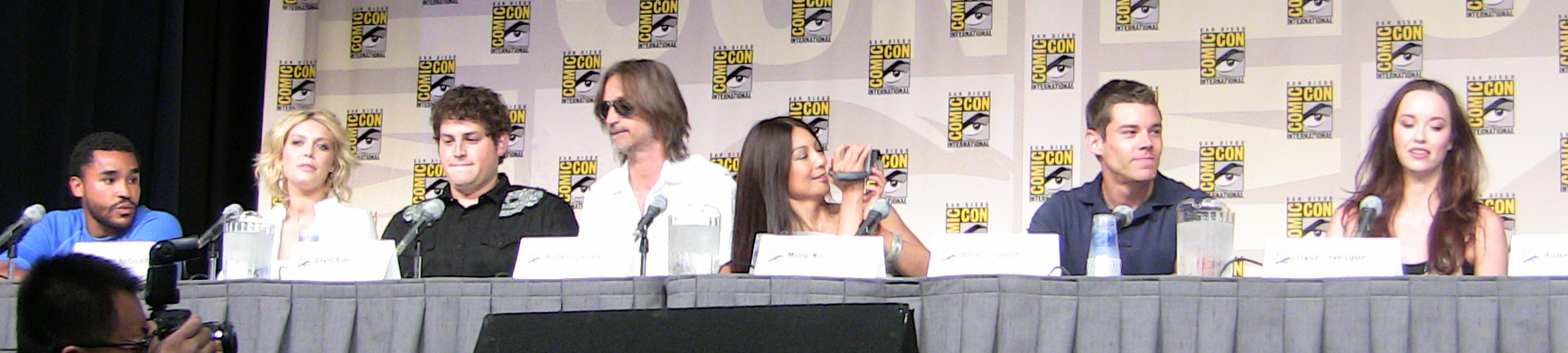
Die SGU-Darsteller auf der ComicCon 2009

| Schauspieler         | Rolle                                   | Herkunft der Rolle | Synchronsprecher    |
| -------------------- | --------------------------------------- | ------------------ | ------------------- |
| Robert Carlyle       | Dr. Nicholas Rush                       | Schottland         | Viktor Neumann      |
| Louis Ferreira       | Colonel Everett Young                   | USA                | Oliver Siebeck      |
| David Blue           | Eli Wallace                             | USA                | Nico Sablik         |
| Brian J. Smith       | First Lieutenant Matthew Scott          | USA                | Robin Kahnmeyer     |
| Elyse Levesque       | Chloe Armstrong                         | USA                | Marie-Luise Schramm |
| Alaina Huffman       | First Lieutenant Tamara „T.J.“ Johansen | Kanada             | Britta Steffenhagen |
| Jamil Walker Smith   | Master Sergeant Ronald Greer            | USA                | Konrad Bösherz      |
| Ming-Na Wen          | Camile Wray                             | USA                | Ghadah Al-Akel      |
| Julia Benson         | Lieutenant Vanessa James                | USA                | Katharina Spiering  |
| Lou Diamond Phillips | Colonel David Telford                   | USA                | Tim Moeseritz       |

## Hauptcharaktere

### Nicholas Rush
Dr. Nicholas Rush ist der leitende Wissenschaftler auf der Destiny. Nachdem seine Frau Gloria an Krebs gestorben war, wurde er gefühlskalt. Auf der Destiny vertraut er niemandem, schon gar nicht Colonel Young, und hielt daher anfangs auch geheim, dass er den Mastercode der Destiny knackte, die Brücke und die Bestimmung der Mission der Destiny entdeckte. Zwischen ihm und Dr. Ammanda Perry hätte eine Romanze entstehen können, wenn der Luzianer Simeon nicht Ammanda und Ginn getötet hätte, die gemeinsam die Körper tauschten.

### Everett Young
Colonel Everett Young hat aufgrund seiner Stellung als höchster Militär-Offizier das Kommando auf der Destiny. Die Ehe mit seiner Frau Emiliy ging in die Brüche, da er eine Affäre mit Tamara Johansen hatte, die sogar ein Kind von ihm erwartete. Young und Rush geraten ständig aneinander, was schließlich sogar dazu führt, dass Everett Rush auf einem fremden Planeten zurücklässt. Letztlich arbeiten beide aber dennoch zusammen.

### Eli Wallace
Eli Wallace hat das Onlinespiel Prometheus, welches von Rush programmiert wurde, gelöst und wurde deshalb zum Ikarus-Projekt angeworben. Elis Mutter ist Krankenschwester, hat sich aber mit HIV infiziert, als sie sich beim Ruhigstellen eines Junkies an einer Nadel stach. Elis Vater konnte damit nicht umgehen und verließ seine Familie, als Eli 14 Jahre alt war. Mit Elis Hilfe konnte Rush das Neunte Stargate-Chevron entschlüsseln und so die Destiny anwählen, wo die Crew nun festsitzt. Eli ist mit Chloe zwar nur befreundet, hegte jedoch auch tiefere Gefühle zu ihr, bis er mit der Luzianerin Ginn zusammenkommt. Ginn wird jedoch später vom Luzianer Simeon ermordet.

### Matthew Scott
Lt. Matthew Scott ist der einzige Pilot auf der Destiny. Er geht auf der Destiny eine Beziehung zu Chloe Armstrong ein, nachdem er eine kurze Affäre mit Vanessa James hatte. Bei einem Besuch mit den Kommunikationssteinen auf der Erde erfährt er, dass er einen Sohn hat. Matt musste ohne Vater aufwachsen.

### Chloe Armstrong
Chloe Armstrong ist die Tochter von Alan Armstrong, dem Senator von Kalifornien. Sie musste auf der Destiny mit ansehen, wie sich ihr Vater für die Crew opferte, um das defekte Shuttle zu schließen, durch das Sauerstoff aus der Destiny entwich. Matthew Scott half ihr, damit zurechtzukommen und die beiden verliebten sich ineinander. Eli Wallace wird ihr bester Freund auf der Destiny. Nachdem Chloe von Außerirdischen entführt, aber wieder befreit wurde, begann sie sich langsam in eine von ihnen zu verwandeln. Die Verwandlung wurde jedoch von den Außerirdischen wieder rückgängig gemacht. Chloe hat jedoch ihre brillanten mathematischen Fähigkeiten behalten.

### Tamara Johansen
Lt. Tamara Johansen, genannt T. J., ist die einzige Sanitäterin auf der Destiny. Sie hatte eine Affäre mit Young und wurde von ihm schwanger. Sie verlor jedoch ihr Kind bei dem Angriff der Luzianer-Allianz auf die Destiny. Später erkrankt T. J. an ALS.

### Ronald Greer
Sergeant Ronald Greer ist ein sehr temperamentvoller Unteroffizier auf der Destiny, der sich mit Scott angefreundet hat. In seiner Kindheit hatte er sehr unter seinem gewalttätigen Vater zu leiden. Auf der Destiny führt er eine heimliche Beziehung mit Lisa Park.

### Camile Wray
Camile Wray arbeitete beim IOA, bevor sie auf der Destiny strandete. Sie führt eine lesbische Beziehung mit einer Frau namens Sharon. Wegen ihrer Stellung beim IOA genießt sie auch eine gewisse Autorität auf der Destiny.

### David Telford
Colonel David Telford hatte ursprünglich das Kommando auf der Ikarus-Basis. Als die Basis angegriffen wurde und die Besatzung durch das Stargate auf die Destiny floh, verteidigte er die Basis mit einer F 302, weshalb er nicht auf der Destiny strandete. Er besuchte sie aber oft mit den Kommunikationssteinen, wobei Young erfuhr, dass David Emiliy besuchte. Young schlug David deshalb. Rush fand durch die Kommunikationssteine heraus, dass Telford ein Spion der Luzianer-Allianz ist. Rush und David tauschten die Körper und Young ließ David ersticken und belebte ihn dann wieder. Die Gehirnwäsche konnte so rückgängig gemacht werden. Rush gelangte in Davids Körper zusammen mit der Luzianer-Allianz zurück auf die Destiny. David verteidigte die Destiny aber erfolgreich zusammen mit der Crew, sitzt nun aber auch auf dem Schiff fest. Als man die Erde im Inneren eines Sterns anwählte, gelangte Telford als einziger zurück auf die Erde.

## Nebencharaktere

### Adam Brody
Adam Brody ist ein Mitglied in Rushs Forschungsteam. Er hat die Destille auf der Destiny gebaut.

### Dale Volker
Dr. Dale Volker ist ebenso wie Brody ein Mitglied in Rushs Forschungsteam. Dale ist heimlich in Lisa Park verliebt. Als Volkers Nieren versagten, spendete Greer ihm eine von seinen beiden Nieren und rettete ihm so das Leben.

### Lisa Park
Lisa Park ist auch ein Mitglied in Rushs Forschungsteam. Sie führt mit Greer eine heimliche Beziehung. Bei einem Unfall auf der Destiny verliert sie ihr Augenlicht.

### Vanessa James
Lt. Vanessa James hatte eine Affäre mit Lt. Scott auf dem Ikarus-Stützpunkt, bevor sie auf der Destiny strandete.

### Hunter Riley
Sergeant Hunter Riley war für das Anwählen des Stargates auf dem Ikarus-Stützpunkt und auf der Destiny zuständig. Als bei einer Mission das Shuttle abstürzte, wurde Riley lebensgefährlich verletzt und konnte nicht mehr geborgen werden. Damit er nicht mit Schmerzen sterben musste, erstickte ihn Colonel Young.

### Varro
Varro war Mitglied der Armee der Luzianer-Allianz, welche die Destiny überfiel. Nachdem die Crew der Destiny sich erfolgreich gegen die Luzianer verteidigte, war er einer der Gefangenen. Er tat jedoch alles, um seine Loyalität gegenüber den Menschen der Erde zu beweisen, was ihm auch schließlich gelang. Auf der Destiny freundete er sich mit T. J. an. Seine Frau starb bei einem Unwetter.

### Jeremy Franklin
Dr. Jeremy Franklin war Mitglied in Rushs Forschungsteam. Entgegen allen Anweisungen setzte er sich in den Interface-Kontrollstuhl, was bei ihm eine schwere Katatonie auslöste. Als die Destiny von feindlichen Außerirdischen angegriffen wurde, baten Rush und Young trotzdem Dr. Franklin, sich noch einmal in den Stuhl zu setzen, da sich sein Gehirn an den Stuhl angepasst habe. Nach dem Angriff verschwand Franklin spurlos. Später entdeckte Rush, dass sein Bewusstsein in den Speicher der Destiny geladen worden war.

## Ausstrahlung

### Vereinigte Staaten
Syfy strahlte die Serie in den USA seit dem 2. Oktober 2009 aus. Eine zweite Staffel mit 20 Episoden wurde von Syfy im Dezember 2009 angekündigt und wurde vom 28. September 2010 bis 9. Mai 2011 in den USA ausgestrahlt.
Die Premiere der Serie erreichte in den USA 2,32 Mio. Zuschauer und war damit die erfolgreichste Stargate-Staffel-Premiere seit vier Jahren (SGA Staffel 2 im Jahre 2005).

### Deutschland
Der deutsche Pay-TV-Sender Syfy zeigte die erste Staffel von Stargate Universe bis zur 12. Folge als deutsche TV-Premiere. Sie lief vom 17. Februar bis zum 20. Juni 2010. Die zweite Staffel wurde seit dem 10. Februar 2011 auf Syfy gezeigt.
Die Ausstrahlung im Free-TV erfolgte vom 24. Februar bis zum 9. Juni 2010 auf RTL II. Mit der Folge 12 (Uneins) überholte RTL II Syfy und strahlte somit die Folgen 13 bis 20 als deutsche TV-Premiere aus. Die zweite Hälfte des Staffelfinales hatte auf RTL2 Weltpremiere, da der US-Sender Syfy die Doppelfolge auf zwei Wochen aufteilte und RTL2 sie als Doppelfolge am gleichen Tag ausstrahlte. Die zweite Staffel war vom 16. März 2011 bis 8. Juni 2011 ebenfalls auf RTL 2 zu sehen.

### Österreich
In Österreich strahlte ATV die erste Staffel seit dem 31. Juli 2010 aus.

### International
International haben sich in Kanada der Sender Space, im Vereinigten Königreich der Sender Sky One und in Australien der Sender Network Ten die Serie gesichert. Network Ten strahlte die ersten vier Folgen vom 14. Dezember bis zum 28. Dezember 2009 aus, setzte die Ausstrahlung dann aber wegen zu schlechter Quoten ab. Danach strahlte der australische Ableger von Syfy Sci Fi Channel Australia die restlichen Folgen aus.

## Episodenliste
Auf der offiziellen Stargate-Seite von MGM sind mittlerweile 36 Webisodes (genannt „Kino“) verfügbar, die im Wesentlichen von Eli aufgezeichnete Alltagsszenen an Bord der Destiny enthalten, aber auch einzelne Lücken zwischen den Folgen auffüllen.

## Diverses
- Insgesamt ist Stargate Universe düsterer und ernster als die Vorgängerserien Stargate – Kommando SG-1 und Stargate Atlantis.[18]
- Die Figur des General Jack O’Neill, die hauptsächlich aus Stargate – Kommando SG-1 bekannt ist und von Richard Dean Anderson verkörpert wird, wurde vor Beginn der Handlung zum Drei-Sterne-General befördert.[3]
- Im Gegensatz zu den Vorläufer-Serien gibt es in Stargate Universe mindestens einen Charakter, der offen homosexuell ist.[19]
- In Stargate Universe tauchen mehrfach Popsongs als Untermalung auf, während dies in den Vorgängerserien fast nie der Fall war.
- Die Figuren des Daniel Jackson, Jack O’Neill, Samantha Carter, Rodney McKay und Richard Woolsey (sowie Original-Schauspieler) tauchen einmal oder mehrmals als Gastrollen auf.
- Die Serie wurde in der umstrittenen Wackelkamera-Technik abgedreht.
- Julia Benson spielte bereits in Stargate Atlantis in einer Folge (Staffel 3, Episode 3) eine Nebenfigur namens Willa